# Pastinaca aurantiaca
Pastinaca aurantiaca är en flockblommig växtart som först beskrevs av Nicholas Michailovitj Albov, och fick sitt nu gällande namn av Alfred Alekseevich Kolakovsky. Pastinaca aurantiaca ingår i släktet palsternackor, och familjen flockblommiga växter. Inga underarter finns listade i Catalogue of Life.